# Cynura klunderi
Cynura klunderi is een rondwormensoort uit de familie van de Leptolaimidae. De wetenschappelijke naam van de soort is voor het eerst geldig gepubliceerd in 1965 door Murphy.